# Martin Babic
Martin Babic (* 27. července 1982 v Trnavě) je slovenský fotbalový záložník, od července 2014 působící v rakouském klubu ESV Parndorf.

## Klubová kariéra
Svoji fotbalovou kariéru začal v FC Spartak Trnava. Zde působil až do roku 2000, kdy byl poslán na hostování, které se později změnilo v přestup do ŠK Slávia Zeleneč. V roce 2002 odešel hostovat do Skloplastu Trnava Hrnčiarovce. Následně přestoupil do FC Nitra. Poté hostoval v ŠK Eldus Močenok a ŠK Blava Jaslovské Bohunice. Před sezonou 2010/11 podepsal smlouvu v Zlatých Moravcích. Následně byl uvolněn na hostování do FK Senica za Bolinhu, odkud se po roce vrátil zpět do Zlatých Moravců. Před sezonou 2014/15 zamířil na své první zahraniční angažmá do rakouského ESV Parndorf.